# شیرین (زابل)
 روستایی از توابع بخش مرکزی شهرستان زابل در استان سیستان و بلوچستان ایران

این روستا در دهستان بنجار قرار دارد و براساس سرشماری مرکز آمار ایران در سال ۱۳۸۵، جمعیت آن ۹۰ نفر (۱۶خانوار) بوده‌است.